# Stackhousia umbellata
Stackhousia umbellata är en benvedsväxtart som beskrevs av Charles Austin Gardner och George. Stackhousia umbellata ingår i släktet Stackhousia och familjen Celastraceae. Inga underarter finns listade.